# John Bevis
John Bevis (31 de octubre de 1693 o 10 de noviembre de 1695 – 6 de noviembre de 1771) fue un doctor y astrónomo inglés. Es conocido por descubrir la nebulosa del Cangrejo en 1731.
Bevis nació en Old Sarum, Wiltshire. De las observaciones hechas con su telescopio en Stoke Newington, Middlesex compiló un catálogo de estrellas (más que un atlas) titulado Uranographia Britannica alrededor de 1750. Entre los trabajos de Bevis se encuentra un predescubrimiento del planeta Urano, este lo catalogó en su trabajo "Uranographia Britannica" como una estrella de la constelación Tauro.